# TCL Corporation
TCL Corporation — китайская транснациональная компания, производящая плоскопанельные дисплеи и солнечные батареи, также занимается торговлей бытовой техникой и электроникой (мобильные телефоны и другое телекоммуникационное оборудование, аудиоаппаратура, кондиционеры, стиральные машины, холодильники и др.).
По объёмам продаж ЖК-дисплеев занимает 3-е место в мире после Samsung Electronics и LG Electronics.
Штаб-квартира компании расположена в Хойчжоу (провинция Гуандун, Китай).
Название TCL является аббревиатурой от «The Creative Life» (с англ. — «творческая жизнь»), но первоначально это было сокращение от Telephone Communication Limited.

## История
В 1981 году было основано государственное предприятие TTK Home Appliances по производству аудиокассет. В 1985 году компания изменила имя на TCL (Telephone Communication Limited) и начала производить телефоны и бытовую технику для китайского рынка. В 1999 году с открытия завода во Вьетнаме начался выход компании на международный уровень. В 2002 году была куплена обанкротившаяся немецкая компания Schneider Rundfunkwerke. В 2004 году было проведено размещение акций нескольких дочерних компаний на Гонконгской фондовой бирже. В январе 2004 года у французской компании Thomson за 230 млн евро было куплено подразделение по производству телевизоров, позже в том же году было создано совместное предприятие с Alcatel по производству мобильных телефонов (в следующем году оно перешло под полный контроль TCL). В 2005 году TCL впервые понесла убытки, которые по итогам года составили 2,7 млрд юаней.
В 2008 году началось строительство двух производственных линий по выпуску плоскопанельных дисплеев. В 2009 году производство плоскопанельных дисплеев было выделено в дочернюю компанию China Star Optoelectronics Technology. В 2013 году были куплены права на наименование Китайского театра Граумана (кинотеатр в Лос-Анджелесе). В 2014 году были куплены права на бренд Palm, а в 2016 году — на BlackBerry. В 2020 году был куплен контрольный пакет акций производителя солнечных батарей Zhonghuan Semiconductor.
В 2024 году был начат выпуск телевизоров в Зеленограде и Воронеже. Локализация коснулась моделей с диагональю до 55 дюймов.

## Руководство
Ли Дуншэн (Li Dongsheng) — основатель, председатель совета директоров с 1996 года, генеральный директор с 1993 года, крупнейший акционер (6,73 % акций).

## Деятельность
По состоянию на 2023 год основными подразделениями были:
- дисплеи — производство дисплеев на жидких кристаллах и органических светодиодах, 48 % выручки;
- фотоэлектрические панели — производство солнечных батарей и полупроводниковых пластин, строительство и эксплуатация солнечных электростанций, 34 % выручки;
- дистрибуция — торговля компьютерной техникой и другой электроникой, 17 % выручки.

Выручка за 2023 год составила 174,4 млрд юаней ($24,6 млрд). На Китай пришлось 69 % продаж группы.
Производственные мощности, кроме КНР, имеются во Вьетнаме, Мексике, Бразилии и Польше.
В списке крупнейших публичных компаний мира Forbes Global 2000 за 2023 год TCL заняла 982-е место.

## Дочерние компании
Основные дочерние компании:
- TCL CSOT, TCL Electronics[англ.] (54,5 %)[19], China Display Optoelectronics Technology Holdings (64 %)[20], Moka Technology, Juhua, China Ray — производство дисплеев;
- TCL Zhonghuan — производство фотоэлектрических панелей.